# هوکی کراکا
هوکی کراکا (انگلیسی: Hokky Caraka؛ زادهٔ ۲۱ اوت ۲۰۰۴) بازیکن فوتبال است.
وی همچنین در تیم‌های ملی فوتبال زیر ۲۳ سال اندونزی و اندونزی بازی کرده‌است.